# Jean Richer
Jean Richer (1630 - 1696) foi um astrônomo francês, e assistente de Giovanni Domenico Cassini. 

## Vida
Entre 1671 e 1673 realizou experiências e observações celestes em Caiena, Guiana Francesa, a pedido da Academia Francesa. Suas observações e medições de Marte durante sua oposição periélica, juntamente com as feitas simultaneamente em Paris por Cassini, levaram à primeira estimativa baseada em dados da distância entre a Terra e Marte, que eles então usaram para calcular a distância entre o Sol e Terra (a unidade astronômica).
Lá, ele também medido o comprimento de um pêndulo segundo, que é um pêndulo com uma meia-balanço de um segundo, e verificou-se ser 1,25 lignes (2,8 milímetros) mais curtos do que em Paris. Seu método era comparar a oscilação de um pêndulo em decomposição livre com o tempo mantido por outro relógio mecânico e observações astronômicas. Isaac Newton mais tarde comentou que se, como ele havia proposto, a força da gravidade diminui com o inverso do quadrado da distância entre os objetos, a conclusão óbvia a ser tirada do trabalho de Richer é que a quase equatorial Caiena está mais longe do centro da terra do que Paris, onde as primeiras medições foram feitas. Assim, a Terra não poderia ser esférica, como havia sido presumido anteriormente, mas sim protuberâncias no equador e próximo a ela (protuberância equatorial). Pode-se dizer que Richer foi a primeira pessoa a observar uma mudança na força gravitacional sobre a superfície da Terra, dando início à ciência da gravimetria.
O retorno de Richer a Paris em 1673 foi devidamente comemorado e, quando seus dados foram reduzidos, as descobertas pelas quais nos lembramos dele puderam se tornar públicas. No entanto, a publicação foi adiada, por causas desconhecidas, até 1679, quando uma obra intitulada Observations Astronomiques et Physiques Faites en L'Isle de Caïenne por M. Richer, de l'Académie Royale des Sciences, foi lançada sob o nome de Richer. Não muito tempo depois, ele foi designado para um projeto de engenharia na Alemanha. O resto de sua vida não tem documentos. A maioria dos biógrafos acredita que ele morreu em Paris em 1696.